# محمدعلی چاووشی

## بیوگرافی
محمد علی چاوشی شاعر، روزنامه نگار، برنامه‌ساز تلویزیون تهیه‌کننده و تولید‌کننده آثار ماندگار موسیقی و پژوهش‌گر حوزه‌ی زبان و تاریخ کُردی است.
او هم‌چنین مالک استودیو بل (اولین استودیوی خصوصی ضبط آثار صوتی در ایران) است. چاوشی فعالیت خود را از اوایل دهه‌ی پنجاه با نشر اشعارش در مجله جوانان زیر نظر علیرضا طبایی و مجله جوان زیر نظر نصرت رحمانی آغاز کرد،
وی فرزند ابراهیم چاوشی (آخرین حافظ شاهنامه‌ی کُردی) است.

او همچنین سردبیر مجله‌ی کُردی زبان آوینه از سال 1360 تا سال 1380بود. چاوشی از سال 1362 روی به تهیه کنندگی و تولید آثار موسیقی در مؤسسه‌ی مشکات آورد که تا به امروز همچنان ادامه دارد.
او در جهت کیفیت بهتر در تهیه کنندگی موسیقی و تولید آثار، استودیو بل که قدیمی‌ترین استودیوی خصوصی ضبط صدا در ایران است را به مجموعه تولید خود اضافه کرد. این استودیو در ابتدای دهه‌ی هشتاد به پیشرفته‌ترین کنسول ضبط صدا و میکسر موسیقی جهان از برند (SR88نیو ) مجهز شد.